# Club América (féminines)
Maillots
Actualités
Dernière mise à jour : 18 mars 2021.
Le Club de Fútbol América Femenil, plus couramment abrégé en Club América Femenil ou souvent appelé Aguilas (les aigles), est un club de football féminin mexicain basé à Mexico.

## Histoire
Lorsqu'en décembre 2016 est annoncée la création d'une ligue professionnelle de football féminin au Mexique, le Club América, fondé en 1916, crée au même moment une section féminine professionnelle.
Le club joue son premier match officiel le 3 mai 2017, en Coupe de la Ligue, une compétition organisée pour préparer le futur championnat. Les Aguillas gagnent 6 à 0 contre Monterrey, et terminent premières de leur poule, mais ne participent pas à la finale (sur les trois poules seuls les deux meilleurs premiers sont qualifiés).
Lors du premier championnat féminin du Mexique, le Club America termine à la première place de la saison régulière, mais sera éliminé en demi finale de la phase finale par les futures championnes, Guadalajara.
Les saisons suivantes le club sera toujours en haut de tableau, se qualifiant régulièrement pour les demi-finales, il parviendra à remporter son premier titre national lors du tournoi d'ouverture 2018.

## Palmarès
| Compétitions nationales                                                                                |
| --- |
| - Liga MX Femenil (2) : - Champion : Ap. 2018 et Cl. 2023 - Finaliste : Ap. 2022, Ap. 2023 et Cl. 2025 |

## Stades
Le Club America joue certains matchs à domicile au Stade Azteca, les rencontres moins importantes à El Nido Águila, le complexe sportif appartenant au club. 
L'équipe joue son premier match au Stade Azteca le 19 août 2017, lors de la 4e journée du tournoi d'ouverture 2017, contre Morelia (victoire 5 à 0). Le 11 décembre 2018, le Club America joue la finale aller du tournoi d'ouverture 2018 contre Tigres de la UANL devant 33430 spectateurs (2-2), quatre jours plus tard il deviendra champion.

## Clubs partenaires
En février 2023, le club annonce un partenariat avec l'Olympique lyonnais en D1 et l'OL Reign en NWSL. Les trois clubs doivent échanger des informations et des compétences en matière de recrutement, de scouting, de préparation physique ou encore de marketing. Des matches amicaux sont également prévus.